# Foucrainville
Foucrainville is een gemeente in het Franse departement Eure (regio Normandië) en telt 78 inwoners (2009). De plaats maakt deel uit van het arrondissement Évreux.

## Geografie
De oppervlakte van Foucrainville bedraagt 5,2 km², de bevolkingsdichtheid is dus 15 inwoners per km².
De onderstaande kaart toont de ligging van Foucrainville met de belangrijkste infrastructuur en aangrenzende gemeenten.

## Demografie
Onderstaande figuur toont het verloop van het inwonertal (bron: INSEE-tellingen).